# Obchodování s emisemi uhlíku

Ceny povolenek na obchodování s emisemi uhlíku ve všech hlavních systémech obchodování s emisemi v eurech za tunu vypuštěného CO_{2} (od roku 2008 do 5/2023).

Obchodování s emisemi uhlíku (nazývané také systém obchodování s emisemi (ETS)) je druh systému obchodování s emisemi určeného pro oxid uhličitý (CO2) a další skleníkové plyny (GHG). Jedná se o formu stanovování cen uhlíku. Jeho účelem je zmírňování změny klimatu vytvořením trhu s omezenými povolenkami na emise. To může snížit konkurenceschopnost fosilních paliv a urychlit investice do nízkouhlíkových zdrojů energie, jako je větrná energie a fotovoltaika. Fosilní paliva jsou hlavní hnací silou změny klimatu. Tvoří 89 % všech emisí CO2 a 68 % všech emisí skleníkových plynů .
Obchodování s emisemi funguje tak, že se stanoví kvantitativní celkový limit emisí vyprodukovaných všemi zúčastněnými emitenty. V důsledku toho se cena automaticky přizpůsobuje tomuto cíli. To je hlavní výhoda ve srovnání s pevně stanovenou uhlíkovou daní. V rámci obchodování s emisemi si znečišťovatel, který má více emisí, než je jeho kvóta, musí koupit právo vypouštět více emisí. Subjekt, který má méně emisí, prodává právo vypouštět uhlík jiným subjektům. V důsledku toho by se nejprve využily nákladově nejefektivnější metody snižování emisí uhlíku. Obchodování s emisemi oxidu uhličitého a uhlíkové daně jsou běžnou metodou, kterou se státy snaží plnit své závazky vyplývající z Pařížské dohody.
Systémy obchodování s emisemi oxidu uhličitého fungují v Číně, Evropské unii a dalších zemích, obvykle však nejsou harmonizovány s žádnými definovanými rozpočty na emise uhlíku, které jsou nutné k udržení globálního oteplování pod kritickou hranicí 1,5 °C nebo „výrazně pod“ 2 °C. Stávající systémy pokrývají pouze omezený rozsah emisí. Systém EU ETS se zaměřuje na průmysl a velkou energetiku, přičemž zavedení dalších systémů pro dopravu a soukromou spotřebu ponechává na členských státech. Ačkoli se jednotky počítají v tunách ekvivalentu oxidu uhličitého, další silné skleníkové plyny, jako je metan (CH4) nebo oxid dusný (N2O) ze zemědělství, zatím obvykle nejsou součástí těchto systémů. Kromě toho vede nadměrná nabídka k nízkým cenám povolenek, které nemají téměř žádný vliv na spalování fosilních paliv. V září 2021 pokrývaly povolenky na obchodování s emisemi široké cenové rozpětí od 7 EUR/t CO2 na novém čínském národním trhu s uhlíkem až po 63 EUR/t CO2 v systému EU ETS. Nejnovější modely společenských nákladů uhlíku počítají se škodou více než 3000 USD na tunu CO2 v důsledku zpětných vazeb v ekonomice a klesajícího tempa růstu globálního HDP, zatímco politická doporučení se pohybují v rozmezí přibližně 50 až 200 USD.

## Přehled tržních mechanismů
Ekonomický problém změny klimatu spočívá v tom, že emitenti skleníkových plynů (GHG) neřeší všechny důsledky svého jednání. Tyto další náklady se nazývají externí náklady, mohou ovlivnit blahobyt ostatních. V případě změny klimatu ovlivňují emise skleníkových plynů blahobyt lidí v současnosti i v budoucnosti a mají vliv i na přírodní prostředí. Společenské náklady uhlíku závisí na budoucím vývoji emisí. To lze řešit pomocí dynamického cenového modelu obchodování s emisemi.
Systém obchodování s emisemi skleníkových plynů funguje na základě zavedení vlastnických práv k atmosféře. Atmosféra je globálním veřejným statkem a emise skleníkových plynů jsou mezinárodní externalitou. Emise ze všech zdrojů skleníkových plynů přispívají k celkové zásobě skleníkových plynů v atmosféře. Ve variantě obchodování s emisními povolenkami je definován limit přístupu ke zdroji, který je následně rozdělen mezi uživatele ve formě povolenek. Dodržování emisních limitů se zjišťuje porovnáním skutečných emisí s odevzdanými povolenkami, včetně všech povolenek, s nimiž se v rámci limitu obchoduje. Ekologická integrita obchodování s emisemi závisí na stanovení limitu, nikoli na rozhodnutí povolit obchodování.
V případě obchodování s emisemi, kde jsou regulovány skleníkové plyny, se jedno emisní povolení považuje za ekvivalent jedné tuny emisí oxidu uhličitého (CO2). Dalšími emisními povolenkami jsou uhlíkové kredity, kjótské jednotky, jednotky přiděleného množství a jednotky certifikovaného snížení emisí (CER). Tato povolení lze prodávat soukromě nebo na mezinárodním trhu za převažující tržní cenu. S těmito povolenkami se obchoduje a vypořádává na mezinárodní úrovni, a proto umožňují převod povolenek mezi zeměmi. Každý mezinárodní převod potvrzuje Rámcová úmluva OSN o změně klimatu (UNFCCC). Každý převod vlastnictví v rámci Evropské unie navíc potvrzuje Evropská komise.
Programy obchodování s emisemi, jako je systém Evropské unie pro obchodování s emisemi (EU ETS), doplňují obchodování mezi zeměmi stanovené Kjótským protokolem tím, že umožňují soukromé obchodování s povolenkami. V rámci těchto programů – které jsou zpravidla koordinovány s národními emisními cíli stanovenými v rámci Kjótského protokolu – přiděluje národní nebo mezinárodní orgán povolenky jednotlivým společnostem na základě stanovených kritérií s cílem splnit národní a/nebo regionální kjótské cíle při nejnižších celkových ekonomických nákladech.
Obchodovat lze i s dalšími skleníkovými plyny, které se však uvádějí jako standardní násobky oxidu uhličitého s ohledem na jejich potenciál globálního oteplování. Tyto prvky snižují finanční dopady kvót na podniky a zároveň zajišťují, aby byly kvóty splněny na národní a mezinárodní úrovni.
Mezi burzy obchodující s uhlíkovými kredity souvisejícími s UNFCCC patří European Climate Exchange, NASDAQ OMX Commodities Europe, PowerNext, Commodity Exchange Bratislava a Evropská energetická burza. Chicagská klimatická burza se účastnila až do roku 2010. NASDAQ OMX Commodities Europe uvedla na trh kontrakt na obchodování s kompenzacemi vytvořenými v rámci projektu CDM v oblasti uhlíku s názvem Certified Emission Reductions. Mnoho společností se nyní zapojuje do programů snižování, kompenzace a sekvestrace emisí, aby získaly kredity, které lze prodat na některé z burz. V roce 2008 byl zřízen nejméně jeden soukromý elektronický trh. Uhlíkové kredity na Komoditní burze Bratislava se obchodují na speciální platformě Carbon place. Zkoumají se různé návrhy na propojení mezinárodních systémů napříč trhy. To koordinuje Mezinárodní akční partnerství pro uhlík (ICAP).

## Ekonomika

### Efektivita a spravedlnost
Pro účely analýzy je možné oddělit ekonomickou efektivnost (dosažení daného cíle s nejnižšími náklady) a spravedlnost (fairness). Ekonomové se obecně shodují na tom, že pro efektivní regulaci emisí musí všichni znečišťovatelé čelit plným nákladům svého jednání (tj. plným mezním společenským nákladům svého jednání). Regulace emisí, která se vztahuje pouze na jedno hospodářské odvětví nebo region, drasticky snižuje účinnost úsilí o snížení globálních emisí. Neexistuje však vědecká shoda ohledně toho, jak rozdělit náklady a přínosy snížení budoucí změny klimatu (zmírnění změny klimatu) nebo náklady a přínosy přizpůsobení se případné budoucí změně klimatu (viz také ekonomie globálního oteplování).

### Úniky uhlíku
Domácí systém obchodování s emisemi uhlíku může regulovat pouze emise země, která má tento systém. V takovém případě mohou emise skleníkových plynů „unikat“ do jiného regionu nebo odvětví s menší regulací. Úniky mohou být pozitivní, pokud snižují účinnost domácího úsilí o snižování emisí. Úniky mohou být také negativní a zvyšovat účinnost domácího úsilí o snižování emisí (negativní úniky se někdy nazývají přelévání). Například uhlíková daň uplatňovaná pouze v rozvinutých zemích může vést k pozitivnímu úniku do rozvojových zemí (IPCC SAR WG3., 1996, s. 27-28). Může však dojít i k negativnímu úniku v důsledku technologického vývoje, který je vyvolán domácí regulací skleníkových plynů. To může přispět ke snížení emisí i v méně regulovaných regionech.

### Rizika pro konkurenceschopnost
Jedním ze způsobů, jak řešit únik uhlíku, je poskytnout odvětvím ohroženým mezinárodní konkurencí bezplatné emisní povolenky, což působí jako dotace pro dané odvětví. Proti bezplatnému přidělování povolenek se postavila Garnautova zpráva o změně klimatu, neboť se domnívala, že neexistují okolnosti, které by jej ospravedlňovaly, a že vlády by mohly selhání trhu nebo nároky na kompenzace řešit transparentněji pomocí příjmů z plného prodeje povolenek v aukcích. Ekonomicky efektivní možností by však byly úpravy hranic (Neuhoff, 2009; Newbery, 2009).  Úpravy hranic fungují tak, že se stanoví clo na dovážené zboží z méně regulovaných zemí. Problémem úprav hranic je, že by mohly sloužit jako zástěrka pro obchodní protekcionismus. Některé typy úprav hranic také nemusí zabránit úniku emisí.

### Vydávání povolení: „grandfathering (dědictví)“ versus aukce
Obchodovatelné emisní povolenky mohou být firmám v rámci systému ETS vydávány dvěma hlavními způsoby: volným přidělováním povolenek stávajícím producentům emisí nebo aukcemi. Přidělování povolenek na základě minulých emisí se nazývá „grandfathering“ (IPCC SAR WG3., 1996, s. 38). Grandfathering povolenek, stejně jako druhá možnost prodeje (aukce) povolenek, stanovuje cenu emisí. To motivuje znečišťovatele, kteří jsou povinni získat povolení, aby své emise snížili. Dědičnost povolenek však může vést ke zvráceným pobídkám, např. firma, která se zaměřila na drastické snížení emisí, by pak v budoucnu dostala méně povolenek. Přidělování povolenek může také zpomalit technologický vývoj směrem k méně znečišťujícím technologiím. Garnautova zpráva o změně klimatu upozornila, že „dědičné“ povolenky nejsou „zdarma“. Jelikož jsou povolenky vzácné, mají svou hodnotu a výhodu této hodnoty získává emitent v plné výši. Náklady jsou uvaleny jinde v ekonomice, typicky na spotřebitele, kteří nemohou přenést náklady. Podniky maximalizující zisk, které dostanou bezplatné povolenky, však zvýší ceny pro zákazníky z důvodu nových, nenulových nákladů na emise.
Druhá metoda „grandfatheringu“ spočívá v tom, že se přidělování povolenek zakládá na současné produkci ekonomických statků, nikoli na historických emisích. Při této metodě přidělování vláda stanoví referenční úroveň emisí pro každé zboží, které je považováno za dostatečně obchodně exponované, a přidělí firmám jednotky na základě jejich produkce tohoto zboží. Přidělování povolenek v poměru k produkci však implicitně dotuje výrobu. Garnautova zpráva poznamenala, že jakákoli metoda přidělování bezplatných povolenek bude mít nevýhody v podobě vysoké složitosti, vysokých transakčních nákladů, posuzování na základě hodnot a používání libovolných referenčních hodnot emisí.
Na druhou stranu aukce povolenek přináší vládě příjmy. Tyto příjmy by mohly být použity na financování nízkouhlíkových investic a také na financování snížení rušivých daní. Dražba povolenek proto může být efektivnější a spravedlivější než přidělování povolenek. Ross Garnaut uvedl, že úplná dražba zajistí větší transparentnost a odpovědnost a nižší náklady na provádění a transakce, protože vlády si ponechají kontrolu nad příjmy z povolenek.
Recyklace příjmů z aukcí povolení by mohla kompenzovat významnou část celohospodářských sociálních nákladů systému cap and trade. Kromě snížení daňových deformací Kerr a Cramton (1998) uvádějí, že aukce jednotek jsou pružnější při rozdělování nákladů, poskytují více pobídek pro inovace a snižují politické spory o rozdělování ekonomické renty.

### Lobbování za bezplatné přidělování
Podle Hepburna (strany 238-239) se „dá očekávat, že průmysl bude zuřivě lobbovat proti jakémukoli dražení“. Hepburn a další (2006) uvádějí, že je empirickým faktem, že zatímco podniky se spíše staví proti dražbě emisních povolenek, ekonomové téměř jednotně dražbu povolenek doporučují. Garnaut poznamenává, že složitost volné alokace a velké finanční částky s ní spojené podporují neproduktivní chování při hledání renty a lobbování u vlád, což jsou činnosti, které rozptylují ekonomickou hodnotu.

### Rozdělování povolenek
Emisní povolenky mohou být rozdávány zdarma nebo draženy. V prvním případě vláda nezískává žádné příjmy z prodeje uhlíku a ve druhém případě získává (v průměru) plnou hodnotu povolenek. V obou případech budou povolenky stejně vzácné a pro účastníky trhu stejně cenné. Protože soukromý trh (pro obchodování s povolenkami) určuje konečnou cenu povolenek (v okamžiku, kdy musí být použity na pokrytí emisí), bude cena v obou případech (zdarma nebo v aukci) stejná. To je obecně chápáno.
Druhý bod týkající se bezplatných povolenek (obvykle "grandfathered", tj. vydávaných v poměru k minulým emisím) je často špatně chápán. Společnosti, které obdrží bezplatná povolení, s nimi zacházejí, jako by za ně zaplatily plnou cenu. Je tomu tak proto, že využití uhlíku ve výrobě má v obou režimech stejné náklady. U povolenek vydražených v aukci jsou náklady zřejmé. U bezplatných povolení jsou náklady náklady na to, že povolení nebylo prodáno za plnou cenu - to se označuje jako "náklady obětované příležitosti". Protože náklady na emise jsou obecně mezními náklady (rostou s produkcí), náklady se přenášejí zvýšením ceny produkce (např. zvýšením ceny benzínu nebo elektřiny).

### Neočekávané zisky
Podnik, který získá povolení zdarma, přenese své náklady ušlé příležitosti ve formě vyšších cen výrobků. Pokud tedy prodává stejné množství produkce jako před tímto omezením, aniž by se změnila výrobní technologie, plná hodnota (za tržní cenu) bezplatně získaných povolení se stává neočekávaným ziskem. Protože však omezení snižuje produkci a často způsobuje, že společnost musí vynaložit náklady na zvýšení efektivity, neočekávané zisky budou nižší než plná hodnota jejích bezplatných povolení.
Obecně lze říci, že pokud jsou povolenky přiděleny emitentům zdarma, budou z nich mít zisk. Pokud však budou muset zaplatit plnou cenu nebo pokud bude uhlík zdaněn, jejich zisky se sníží. Pokud se cena uhlíku přesně rovná skutečným společenským nákladům uhlíku, pak dlouhodobé snížení zisku bude jednoduše odrážet důsledky placení těchto nových nákladů. Pokud je nutnost platit tyto náklady neočekávaná, pak pravděpodobně dojde k jednorázové ztrátě, která je způsobena změnou předpisů, a ne pouze zaplacením skutečných nákladů na uhlík. Pokud je však tato změna předem oznámena nebo pokud je cena uhlíku zaváděna postupně, budou tyto jednorázové regulační náklady minimalizovány. V současné době je zavedení ceny uhlíku oznámeno s dostatečným předstihem, takže tento účinek by měl být v průměru zanedbatelný.

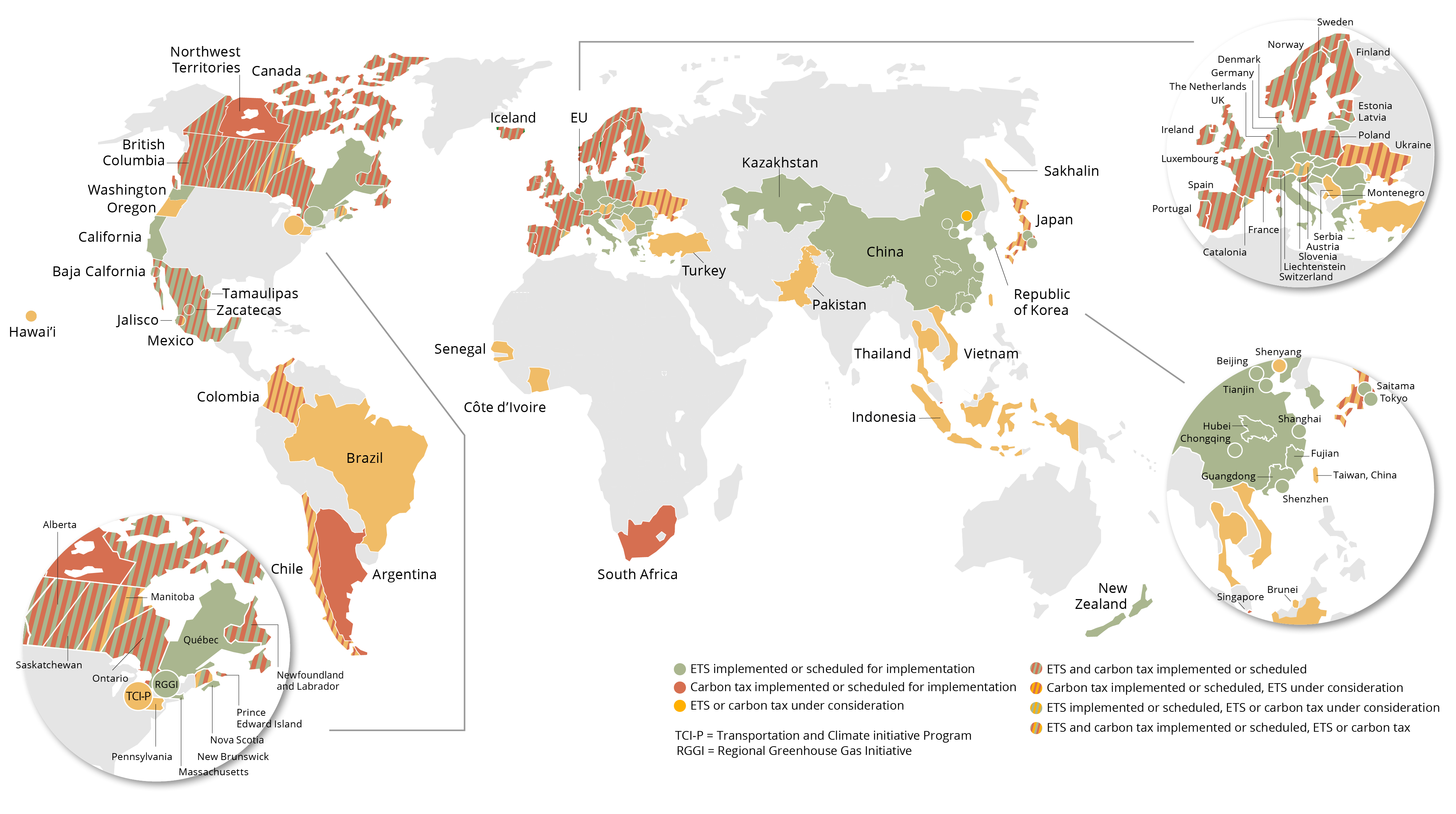
Obchodování s emisemi a uhlíkové daně ve světě (2021)

## Trendy trhu
Obchodování s emisemi uhlíku se prudce zvýšilo v roce 2021 se zahájením čínského národního systému obchodování s emisemi uhlíku. Rostoucí náklady na povolenky v rámci systému EU ETS měly za následek zvýšení nákladů na uhelnou energii.
Studie Americké rady pro energeticky efektivní ekonomiku (ACEEE) z roku 2019 uvádí, že v Severní Americe sílí snahy o zavedení ceny za emise skleníkových plynů. „Kromě uhlíkových daní platných v Albertě, Britské Kolumbii a Boulderu v Coloradu jsou programy cap and trade v platnosti v Kalifornii, Quebecu, Novém Skotsku a devíti severovýchodních státech, které tvoří Regionální iniciativu pro skleníkové plyny (RGGI). Několik dalších států a provincií v současné době zvažuje zavedení ceny za emise.“

## Reakce firem
Mezinárodní sdružení letecké dopravy, jehož 230 členských leteckých společností tvoří 93 % veškeré mezinárodní dopravy, zastává stanovisko, že obchodování by mělo být založeno na „benchmarkingu“, tedy stanovení úrovně emisí na základě průměrných hodnot v odvětví, a nikoli na „grandfatheringu“, který by pro stanovení budoucích povolenek využíval předchozí úrovně emisí jednotlivých společností. Tvrdí, že „grandfathering“ by „penalizoval letecké společnosti, které včas přijaly opatření k modernizaci svých flotil, zatímco přístup založený na referenčním porovnávání, pokud by byl správně navržen, by odměňoval efektivnější provoz“.
V roce 2021 se majitelé lodí vyslovili proti zařazení do systému EU ETS.

## Kritika
Obchodování s emisemi bylo kritizováno z různých důvodů. Například v populárně-vědeckém časopise New Scientist Lohmann (2006) tvrdil, že obchodování s povolenkami na znečištění by se mělo v rámci politiky stabilizace klimatu vyhnout z několika důvodů. Zaprvé, změna klimatu vyžaduje radikálnější změny než předchozí systémy obchodování se znečištěním, jako byl americký trh se znečišťujícími látkami. Vyžaduje to reorganizaci společnosti a technologie tak, aby „většina zbývajících fosilních paliv zůstala bezpečně pod zemí“. Systémy obchodování s uhlíkem mají tendenci odměňovat největší znečišťovatele „neočekávanými zisky“, když jim je poskytnut dostatek uhlíkových kreditů, aby se vyrovnaly historické produkci. Nákladné dlouhodobé strukturální změny se neuskuteční, pokud budou existovat levnější zdroje uhlíkových kreditů, které jsou často dostupné v méně rozvinutých zemích, kde je mohou vyrábět místní znečišťovatelé na úkor místních komunit.
Kritici obchodování s uhlíkem, jako je Carbon Trade Watch, tvrdí, že klade nepřiměřený důraz na životní styl jednotlivců a uhlíkovou stopu, čímž odvádí pozornost od širších systémových změn a kolektivních politických opatření, která je třeba podniknout v boji proti změně klimatu. V září 2010 vydala skupina FERN knihu "Trading Carbon: How it works and why it is kontroverz" (Obchodování s uhlíkem: Jak to funguje a proč je to kontroverzní), která shrnuje mnoho argumentů proti obchodování s uhlíkem.
Financial Times publikovaly článek o systémech emisních povolenek, který tvrdil, že „trhy s uhlíkem vytvářejí zmatek“ a “... ponechávat velký prostor pro neověřitelnou manipulaci“. Lohmann (2010) poukázal na to, že systémy obchodování s emisemi vytvářejí nové nejistoty a rizika, která mohou být komodifikována pomocí derivátů, čímž se vytváří nový spekulativní trh.
V Číně některé společnosti zahájily umělou produkci skleníkových plynů s jediným účelem jejich recyklace a získání uhlíkových kreditů. Podobné praktiky se odehrávaly i v Indii. Vydělané úvěry byly poté prodány společnostem v USA a Evropě.
Obchodování s uhlíkem je kritizováno jako forma kolonialismu, v němž si bohaté země udržují úroveň své spotřeby a zároveň získávají kredity za úspory uhlíku v neefektivních průmyslových projektech. Národy, které mají méně finančních zdrojů, mohou zjistit, že si nemohou dovolit povolení nezbytná pro rozvoj průmyslové infrastruktury, což brzdí ekonomický rozvoj těchto zemí.

## Historie
Tento proces začal v Rio de Janeiru v roce 1992, kdy se 160 zemí dohodlo na Rámcové úmluvě OSN o změně klimatu (UNFCCC). Potřebné podrobnosti měly být vyřešeny na Konferencích smluvních stran OSN (COP).
Kjótský protokol z roku 1997 byl první významnou dohodou o snížení emisí skleníkových plynů. 38 rozvinutých zemí (země Přílohy 1) se zavázalo k plnění cílů a harmonogramů. Výsledná nepružná omezení růstu skleníkových plynů by mohla znamenat značné náklady, pokud by se země musely spoléhat pouze na svá vlastní domácí opatření.

## Příklady podle zemí

### Čína
Čínský národní systém obchodování s uhlíkem je největší na světě. Jedná se o systém obchodování s emisemi oxidu uhličitého založený na intenzitě v Číně, který začal fungovat v roce 2021. Počáteční návrh systému cílí na 3,5 miliardy tun emisí oxidu uhličitého, které pocházejí z 1700 zařízení. V rámci UNFCCC se dobrovolně zavázala, že v roce 2020 sníží emise CO2 na jednotku HDP o 40–45 % ve srovnání s úrovněmi z roku 2005.
V listopadu 2011 Čína schválila pilotní testy obchodování s uhlíkem v sedmi provinciích a městech – Pekingu, Čchung-čchingu, Šanghaji, Šen-čenu, Tchien-ťinu, stejně jako v provinciích Kuang-tung a Chu-pej, přičemž v každém regionu byly ceny různé. Pilotní projekt má otestovat vody a poskytnout cenné poznatky pro návrh vnitrostátního systému v blízké budoucnosti. Jejich úspěchy či neúspěchy proto budou mít dalekosáhlé důsledky pro rozvoj trhu s uhlíkem v Číně, pokud jde o důvěru v národní trh s uhlíkem. Některé z pilotních regionů mohou začít obchodovat již v letech 2013/2014.
Snaha o vytvoření národního obchodního systému se potýkala s některými problémy, jejichž řešení trvalo déle, než se očekávalo, zejména ve složitém procesu počátečního sběru dat pro stanovení základní úrovně emisí znečištění. Podle původního návrhu bude do systému obchodování jako první zahrnuto osm odvětví: chemický průmysl, petrochemie, železářství a ocel, neželezné kovy, stavební materiály, papírenský průmysl, energetika a letectví, ale mnoho zúčastněných společností nemělo k dispozici konzistentní údaje. Do konce roku 2017 proto bylo přidělování emisních kvót zahájeno, ale bylo omezeno pouze na odvětví energetiky a bude se postupně rozšiřovat, i když fungování trhu teprve začne. V tomto systému budou zúčastněné společnosti požádány, aby splnily cílovou úroveň snížení, a tato úroveň se bude postupně snižovat.

### Evropská unie
Systém Evropské unie pro obchodování s emisemi (EU ETS) je systém obchodování s emisemi uhlíku (nebo systém obchodování s emisemi), který byl zahájen v roce 2005 a jehož cílem je snížit emise skleníkových plynů v zemích Evropské unie. Systémy stanovující stropy emisí omezují emise specifikovaných znečišťujících látek v určité oblasti a umožňují společnostem obchodovat s emisními právy v této oblasti. Systém EU ETS pokrývá přibližně 45 % emisí skleníkových plynů v EU.
Systém byl rozdělen do čtyř „obchodních období“. První obchodovací období ETS trvalo tři roky, od ledna 2005 do prosince 2007. Druhé obchodovací období probíhalo od ledna 2008 do prosince 2012 a shodovalo se s prvním kontrolním obdobím Kjótského protokolu. Třetí obchodní období trvalo od ledna 2013 do prosince 2020. Ve srovnání s rokem 2005, kdy byl systém EU ETS poprvé zaveden, představují navrhované stropy pro rok 2020 snížení emisí skleníkových plynů o 21 %. Tohoto cíle bylo dosaženo o šest let dříve, neboť emise v rámci systému ETS klesly v roce 2014 na 1,812 miliardy tun.
Čtvrtá fáze byla zahájena v lednu 2021 a bude pokračovat do prosince 2030. Snížení emisí, kterého má být v tomto období dosaženo, je od listopadu 2021 nejasné, neboť Zelená dohoda pro Evropu vyžaduje zpřísnění stávajícího cíle snížení emisí v rámci systému EU ETS do roku 2030 o −43 % oproti roku 2005. Evropská komise ve svém balíčku „Fit for 55“ navrhuje zvýšit cíl snížení emisí v rámci systému EU ETS do roku 2030 na -61 % ve srovnání s rokem 2005.
Země EU považují systém obchodování s emisemi za nezbytný pro splnění cílů v oblasti klimatu. Silný trh s uhlíkem vede investory a průmysl při přechodu od fosilních paliv. Studie z roku 2020 zjistila, že systém EU ETS úspěšně snížil emise CO2, i když ceny uhlíku byly stanoveny na nízké ceny. Studie z roku 2023 o účincích systému EU ETS zjistila snížení emisí uhlíku v letech -10 mezi roky 2005 a 2012 bez dopadu na zisky nebo zaměstnanost regulovaných podniků. Cena povolenek EU v únoru 2023 přesáhla 100 EUR/tCO2.

### Související stránky
- Uhlíková daň